# Brabourne
Brabourne is een civil parish in het bestuurlijke gebied Ashford, in het Engelse graafschap Kent met 1309 inwoners.